# Les Attaques
Les Attaques est une commune française située dans le département du Pas-de-Calais en région Hauts-de-France. Ses habitants sont appelés les Attaquois.
La commune fait partie de la communauté d'agglomération Grand Calais Terres et Mers qui regroupe 14 communes et compte 98 828 habitants en 2021.

## Géographie

### Localisation
Localisée dans le nord du département du Pas-de-Calais, Les Attaques est une commune située, à vol d'oiseau, à 7 km au sud-est de la commune de Calais (chef-lieu d'arrondissement). Elle est desservie par l'ancienne RN 43 (actuelle RD 943) et traversée par l'autoroute A26.
Le territoire de la commune est limitrophe de ceux de huit communes.
Les communes limitrophes sont Marck, Balinghem, Guînes, Andres, Ardres, Coulogne, Guemps et Hames-Boucres.

### Géologie et relief
La superficie de la commune est de 20,81 km2 ; son altitude varie de 0  à   6 mètres.

### Hydrographie
La commune, située dans le bassin Artois-Picardie est drainée par plusieurs cours d'eau et se trouve sur un sol marécageux drainé par de nombreux canaux :
- le canal de Calais, d'une longueur de 32,51 km, qui prend sa source dans la commune de Saint-Pierre-Brouck, dans le département du Nord, et se jette dans la Manche au niveau de la commune de Calais[4] ;
- le canal des Pierrettes, d'une longueur de 17,91 km, qui prend sa source dans la commune d'Ardres et se jette dans le canal de Calais au niveau de la commune de Calais[5] ;
- le canal de Marck, canal, chenal de 17,53 km, qui prend sa source dans la commune d'Ardres et se jette dans le canal de Calais à Saint-Omer au niveau de la commune de Calais[6] ;
- le canal de Guînes, d'une longueur de 6,56 km, qui prend sa source dans la commune de Guînes et se jette dans le canal de Calais au niveau de la commune de Coulogne[7] ;
- le canal du Haut Banc et ruisseau d'Ardres ou la rivière Neuve[8] ;
- le canal des Trois Cornets, d'une longueur de 1,88 km[9] ;
- le canal d'Ardres, chenal navigable de 4,71 km, qui se jette dans la commune, dans le canal de Calais. Il prend sa source dans la commune de Brêmes[10] ;
- le ruisseau d'Andres, cours d'eau naturel de 5,7 km, qui prend sa source dans la commune de Campagne-lès-Guines et se jette dans le canal du haut banc et ruisseau d'Ardres ou la rivière Neuve  au niveau de la commune[11] ;
- la rivière à bouzats, appelée aussi watergang du marais de Guînes, qui prend sa source dans la commune d'Andres, un cours d'eau naturel non navigable de 3,59 km, se jette dans le canal du haut banc et ruisseau d'ardres ou la rivière neuve au niveau de la commune[12] ;
- le watergang des Cappes, d'une longueur de 3,96 km[13] ;
- le watergang du Plein Fossé, d'une longueur de 7,35 km[14] ;

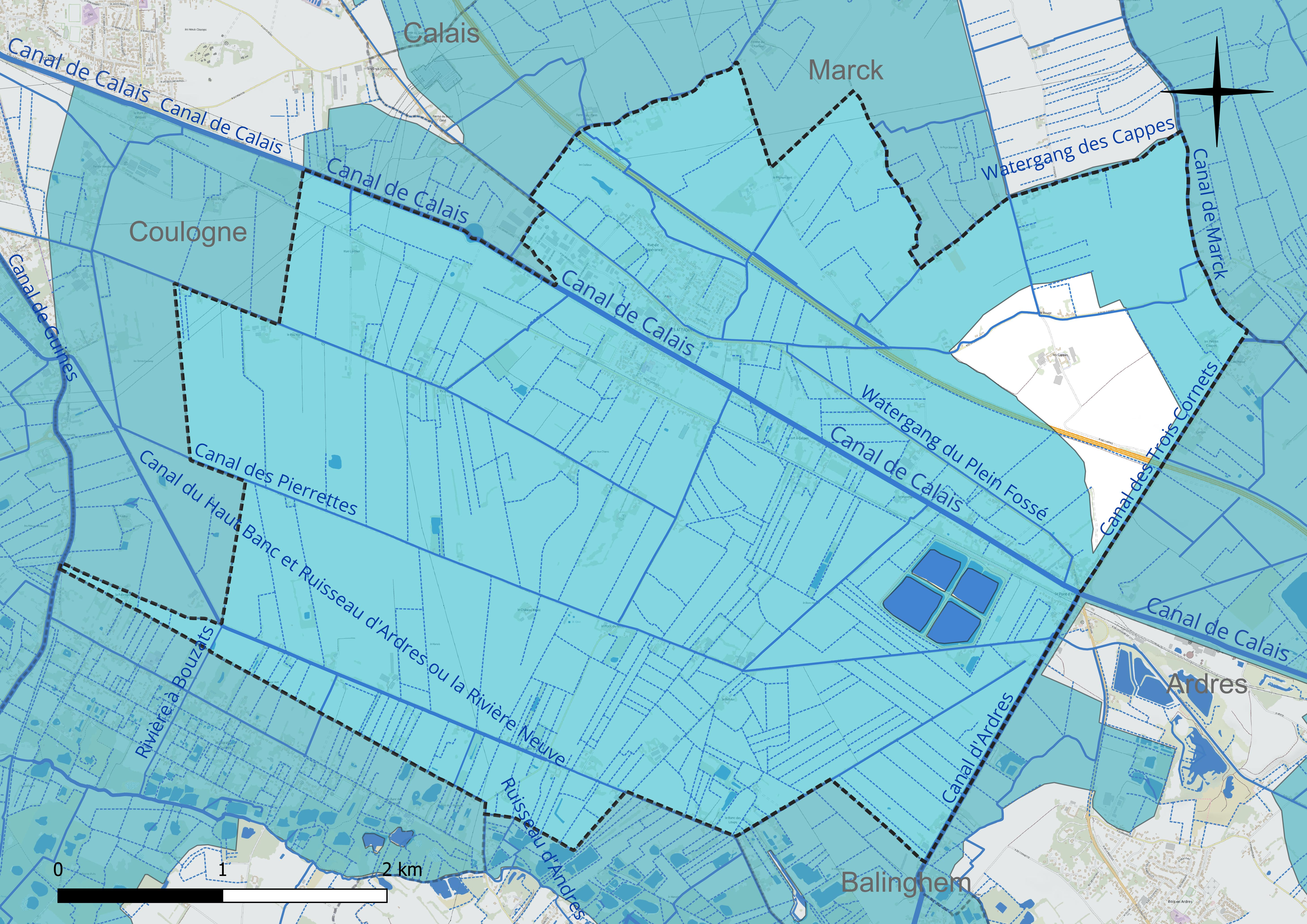
Réseau hydrographique des Attaques.

### Climat
Pour des articles plus généraux, voir Climat des Hauts-de-France et Climat du Pas-de-Calais.
En 2010, le climat de la commune est de type climat océanique franc, selon une étude du CNRS s'appuyant sur une série de données couvrant la période 1971-2000. En 2020, Météo-France publie une typologie des climats de la France métropolitaine dans laquelle la commune est exposée à un climat océanique et est dans la région climatique Côtes de la Manche orientale, caractérisée par un faible ensoleillement (1 550 h/an) ; forte humidité de l’air (plus de 20 h/jour avec humidité relative > 80 % en hiver), vents forts fréquents.
Pour la période 1971-2000, la température annuelle moyenne est de 10,8 °C, avec une amplitude thermique annuelle de 13,1 °C. Le cumul annuel moyen de précipitations est de 750 mm, avec 12,4 jours de précipitations en janvier et 7,9 jours en juillet. Pour la période 1991-2020, la température moyenne annuelle observée sur la station météorologique la plus proche, située sur la commune de Marck à 5 km à vol d'oiseau, est de 11,0 °C et le cumul annuel moyen de précipitations est de 737,1 mm,. Pour l'avenir, les paramètres climatiques de la commune estimés pour 2050 selon différents scénarios d'émission de gaz à effet de serre sont consultables sur un site dédié publié par Météo-France en novembre 2022.
| Mois                                  | jan.          | fév.           | mars          | avril         | mai           | juin           | jui.           | août           | sep.           | oct.            | nov.            | déc.             | année     |
| ------------------------------------- | ------------- | -------------- | ------------- | ------------- | ------------- | -------------- | -------------- | -------------- | -------------- | --------------- | --------------- | ---------------- | --------- |
| Température minimale moyenne (°C)     | 2,7           | 2,7            | 3,9           | 5,5           | 8,5           | 11,3           | 13,5           | 13,6           | 11,4           | 8,8             | 5,7             | 3,3              | 7,6       |
| Température moyenne (°C)              | 5,1           | 5,5            | 7,2           | 9,6           | 12,5          | 15,3           | 17,6           | 17,9           | 15,4           | 12,2            | 8,4             | 5,7              | 11        |
| Température maximale moyenne (°C)     | 7,6           | 8,2            | 10,5          | 13,6          | 16,6          | 19,4           | 21,8           | 22,2           | 19,5           | 15,6            | 11,1            | 8,1              | 14,5      |
| Record de froid (°C) date du record   | −14 08.01.10  | −11,3 11.02.12 | −5,9 01.03.18 | −5 08.04.03   | −0,5 01.05.21 | 3,3 05.06.1991 | 4,9 07.07.1996 | 5,6 29.08.1993 | 0,9 22.09.1997 | −5,7 29.10.1997 | −7,1 24.11.1998 | −13,2 28.12.1996 | −14 2010  |
| Record de chaleur (°C) date du record | 17,3 01.01.22 | 19,6 24.02.21  | 23,6 31.03.21 | 25,5 22.04.11 | 31,1 27.05.05 | 34 21.06.17    | 39,9 19.07.22  | 35,7 06.08.03  | 32,6 10.09.23  | 27,6 02.10.11   | 20,2 07.11.15   | 17 19.12.15      | 39,9 2022 |
| Ensoleillement (h)                    |               |                |               | 2 107         | 2 318         | 2 212          | 2 393          | 2 138          | 1 738          | 1 146           | 758             | 631              |           |
| Précipitations (mm)                   | 59,5          | 47,2           | 40,2          | 37,9          | 49,6          | 51,6           | 54,7           | 67,1           | 62,9           | 91              | 92,4            | 83               | 737,1     |

### Milieux naturels et biodiversité

#### Espaces protégés et gérés
La protection réglementaire est le mode d’intervention le plus fort pour préserver des espaces naturels remarquables et leur biodiversité associée.
Dans ce cadre, la commune fait partie de deux espaces protégés : 
- Pont d'Ardres, réserve naturelle régionale (RNR), d’une superficie de 66,2845 hectares, géré par le Conservatoire d'espaces naturels du Nord et du Pas-de-Calais[22] ;
- la RNR de Pont d'Ardres, d’une superficie de 1,9685 hectare. Terrain acquis (ou assimilé) par le Conservatoire d'espaces naturels des Hauts-de-France[23].

#### Zones naturelles d'intérêt écologique, faunistique et floristique
L’inventaire des zones naturelles d'intérêt écologique, faunistique et floristique (ZNIEFF) a pour objectif de réaliser une couverture des zones les plus intéressantes sur le plan écologique, essentiellement dans la perspective d’améliorer la connaissance du patrimoine naturel national et de fournir aux différents décideurs un outil d’aide à la prise en compte de l’environnement dans l’aménagement du territoire.
Le territoire communal comprend deux ZNIEFF de type 1 : 
- les watergangs des Attaques et d'Andres et le lac d'Ardres. Cette ZNIEFF est marqué par la présence d’un réseau dense de fossés, mares et watergangs[24] ;
- Le site du marais de Guînes. Cette ZNIEFF, situé au pied des collines crayeuses de l'Artois, aux portes de la plaine maritime flamande, correspond à l’ancien delta de l’Aa dans lequel se trouvent des tourbières[25].

## Urbanisme

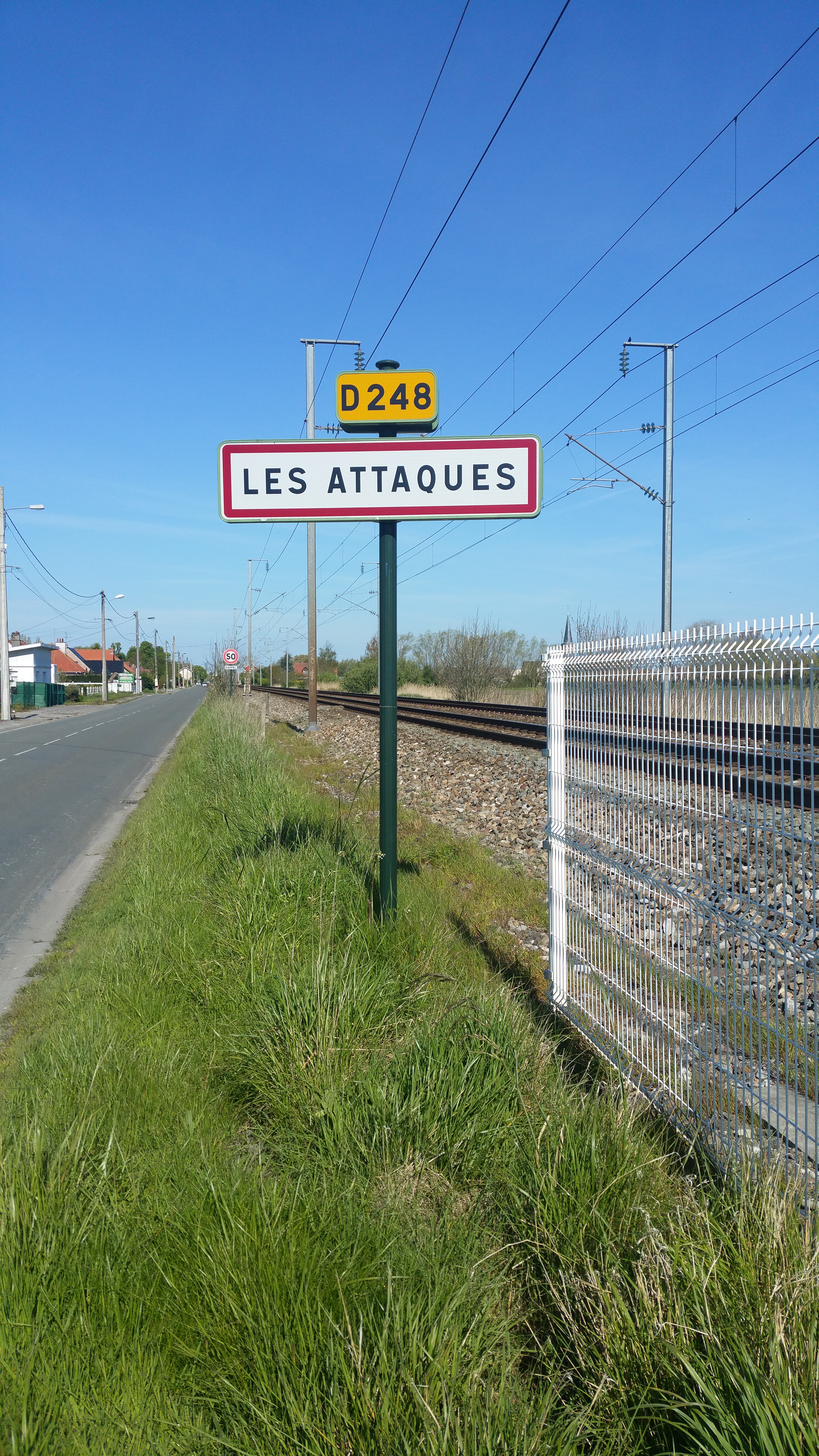
Entrée de la commune.

### Typologie
Au 1er janvier 2024, Les Attaques est catégorisée bourg rural, selon la nouvelle grille communale de densité à sept niveaux définie par l'Insee en 2022.
Elle est située hors unité urbaine. Par ailleurs la commune fait partie de l'aire d'attraction de Calais, dont elle est une commune de la couronne,. Cette aire, qui regroupe 45 communes, est catégorisée dans les aires de 50 000 à moins de 200 000 habitants,.

### Occupation des sols
L'occupation des sols de la commune, telle qu'elle ressort de la base de données européenne d’occupation biophysique des sols Corine Land Cover (CLC), est marquée par l'importance des territoires agricoles (94,1 % en 2018), en diminution par rapport à 1990 (95,2 %). La répartition détaillée en 2018 est la suivante : 
terres arables (78,9 %), prairies (11,1 %), zones agricoles hétérogènes (4,1 %), zones urbanisées (3,6 %), eaux continentales (1,5 %), zones industrielles ou commerciales et réseaux de communication (0,8 %). L'évolution de l’occupation des sols de la commune et de ses infrastructures peut être observée sur les différentes représentations cartographiques du territoire : la carte de Cassini (XVIIIe siècle), la carte d'état-major (1820-1866) et les cartes ou photos aériennes de l'IGN pour la période actuelle (1950 à aujourd'hui).

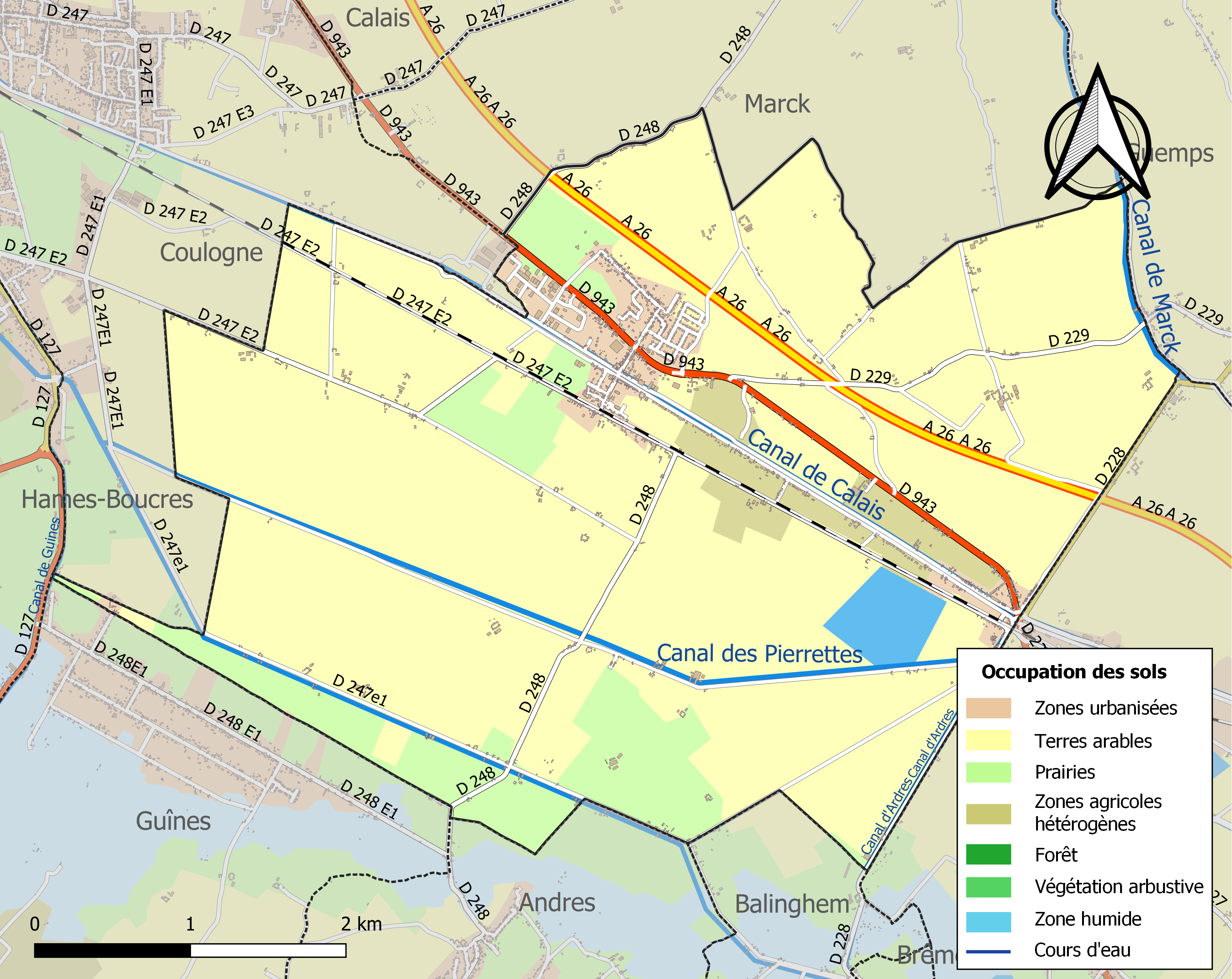
Carte des infrastructures et de l'occupation des sols de la commune en 2018 (CLC).

### Voies de communication et transports
Les Attaques est traversée par la ligne de Lille aux Fontinettes sur laquelle se trouvait autrefois un arrêt pour la commune. La gare la plus proche est désormais la gare de Pont-d'Ardres, desservie par des trains TER Hauts-de-France de la liaison Lille / Hazebrouck - Calais, mais une meilleure desserte est assurée par la gare de Calais-Ville.
La commune est reliée à Calais par la ligne 8 du réseau Imag'in. Elle est également desservie par la ligne 425 du réseau interurbain du Pas-de-Calais reliant Calais à Ardres.

### Risques naturels et technologiques

#### Risque inondation
À la suite du passage des tempêtes Ciarán, Domingos et Elisa et des inondations et coulées de boue qui se sont produites, la commune est reconnue, par arrêté du 14 novembre 2023, en état de catastrophe naturelle pour inondations et coulées de boue sur la période du 2 au 12 novembre 2023, comme 179 autres communes du département.

## Toponymie
Pendant longtemps le village porta simplement un nom renvoyant à sa chapelle :
- Capella (1173), Estachies (1319), Caple parish (1556), Couswade and Capeel (1556)[32].

Selon Haigneré, Les Attaques serait la « corruption » du mot Les Estaches, c’est-à-dire le pieux ou pilotis, en référence au « pont sur estaches » qui servait jadis aux communications entre la terre de Merck et le comté de Guînes. Selon certaines personnes du pays, les estaches désignent les pieux qui servaient à attacher les bateaux dans les marais. La contraction progressive a donné Les Estaques et enfin Les Attaques.
Selon l’Almanach de 1844, le nom Les Attaques viendrait du mot patois « attaqué », c’est-à-dire « resté attaquer », car autrefois la partie dite du marais se trouvait couverte d’eau six mois de l’année et les terres étaient argileuses.

## Histoire

### Antiquité et Moyen-Âge
Les recherches archéologiques permettent d’apprécier l’ancienneté de la présence humaine sur le terroir ; elles essayent d’en préciser l’évolution historique. L’époque néolithique (5000 ans av. J.-C.) est signée de quelques pointes de flèches retrouvées dans la tourbe mais l’époque gallo-romaine n’est que probable.

#### Abbaye de la Capelle
Sur le site des Cappes (la petite et la grande Cappe), les dernières fouilles ont pu apprécier l’importance régionale de l’abbaye de la Capelle. Monastère en l’honneur de la Vierge, il fut bâti en 1090 par sainte Ide, (Ide de Boulogne), épouse du comte de Boulogne Eustache II  et mère de Godefroy de Bouillon. Les moines bénédictins, venus de l’Abbaye Saint-Sauveur de Ham-en-Artois, se consacraient non seulement à la prière mais aussi aux travaux agricoles et d’assèchement. En 1183, le comte de Flandre Philippe d'Alsace se porte garant d'un accord conclu entre l'abbaye et les habitants de Marc (Marck), Oye, (Oye-Plage) et d'autres villages voisins qui s'engagent à donner au monastère un tiers de la pêche d'un homme par bateau pendant l'époque de la pêche au hareng.
On raconte que sainte Ide aimait séjourner à l’abbaye et y déposa une boîte d’or renfermant onze cheveux de la Vierge, don du roi des Asturies Alphonse VI. Elle meurt alors qu'elle se trouve dans cette abbaye le 13 avril 1113.
Deux personnes de haut rang ont été inhumées dans l'abbaye : Sibylle de Guines, héritière du comté de Guines, mariée à Henri, châtelain de Bourbourg, (famille de Bourbourg), morte vers 1137, enterrée devant l'autel de Saint-Benoist et Béatrix de Bourbourg, fille de Sibylle et d'Henri de Bourbourg, morte avant 1142.
Cependant le monastère ne fut pas à l’abri des guerres ; la plus terrible fut la guerre de Cent Ans et c’est en 1346 que les Anglais ruinèrent l’abbaye, pendant le siège de Calais.
En 1868, ne restaient de l'abbaye que quelques vestiges rassemblés dans une ferme de la commune : trois chapiteaux de colonnes, un fragment de pilier en pierre blanche, des carreaux émaillés provenant d'un carrelage retrouvé dans le sol lors d'un creusement pour établir les fondations d'un mur d'un bâtiment récent, un carreau représentant les armoiries de la maison de Guines. Auraient également été retrouvés, à une date non précisée trois dalles funéraires dont deux représentant des abbés avec leur crosse, et un caveau avec de nombreux squelettes.

### Époque moderne
Au XVIIIe siècle, la commune est un hameau de Marck et s’appelle le Bas Marck.
En 1718, la paroisse de Marck est trop vaste (4 400 ha environ), le curé ne pouvait assurer son service à tous. On décidera de scinder la cure en deux paroisses avec une nouvelle église ou plutôt une chapelle, sous l’invocation de saint Pierre-ès-Liens. Le vicaire du Bas Marck avait ses fonts baptismaux, son cimetière, son presbytère.

### Époque contemporaine
C’est en 1814 que nous trouvons une première pétition des habitants du « Bas Marck » adressée à monsieur le préfet. Éprouvant de grandes difficultés à se déplacer sur un territoire marécageux et souvent inondé, les habitants du Bas Marck ne pouvaient gagner régulièrement le chef-lieu pour leurs démarches administratives. De là, retards, ignorance des lois et des arrêtés du gouvernement et parfois à leur insu.
Irrités par cette situation, propriétaires et notables réclamèrent leur autonomie. Les démarches furent longues et l’indépendance de la commune fut obtenue sous Louis Philippe le 18 aout 1835.
Conservée en 1802 comme vicariat indépendant du Bas-Marck, la chapelle fut érigée en succursale  le 2 février 1820. Devenue insuffisante pour les paroissiens, on prit le parti de construire l’église actuelle sur les plans de M. Steusmagt, architecte de Saint-Pierre-les-Calais. La pose de la première pierre eut lieu le 28 mai 1866. Le 16 avril 1868 l’église est consacrée solennellement par Monseigneur Lequette.
Pendant la Première Guerre mondiale, en 1917, les Attaques dépend du commandement d'étapes , (élément de l'armée organisant le stationnement de troupes, comprenant souvent des chevaux, pendant un temps plus ou moins long, sur les communes dépendant du groupement, en arrière du front), ayant son siège à Nouvelle-Église. Le 25 août 1917, un cas de diphtérie est signalé sur la commune obligeant à des mesures de désinfection pour préserver les troupes qui sont au cantonnement sur le village. Le commandement d'étapes est transféré à Saint-Folquin le 1er décembre 1917. La commune dépend également du commandement d'étapes de Guînes en 1917-1918. En juillet 1917, stationnent, dans le cadre de ces commandements d'étape quelques soldats belges dont des éléments de la gendarmerie. Au début août 1917, se sont déclarés parmi les troupes stationnées dans la commune deux cas de méningite, qui ont imposé une désinfection des locaux concernés.
Le 2 janvier 1918, le commandement d'étapes de Guînes est transféré aux Attaques avant de revenir à Guînes le 14 mars 1918.

## Politique et administration

### Découpage territorial
La commune se trouve dans l'arrondissement de Calais du département du Pas-de-Calais.

#### Commune et intercommunalités
La commune est membre de la communauté d'agglomération Grand Calais Terres et Mers.

#### Circonscriptions administratives
La commune est rattachée au canton de Calais-2.

#### Circonscriptions électorales
Pour l'élection des députés, la commune fait partie de la septième circonscription du Pas-de-Calais.

### Élections municipales et communautaires

#### Liste des maires
| Période                                  | Période                     | Identité                  | Étiquette | Qualité |
| ---------------------------------------- | --------------------------- | ------------------------- | --------- | --- |
| Les données manquantes sont à compléter. |                             |                           |           | |
| décembre 1935                            | juillet 1976                | Gustave Rivenet           |           | |
| août 1976                                | janvier 1981                | René Norel                |           | Décédé en fonction |
| mars 1981                                | décembre 2018               | Jacques Rivenet           | DVD       | Démissionnaire |
| janvier 2019                             | En cours (au 30 avril 2022) | Nadine Deniele-Vampouille | DVD       | Salariée dans le conseil d'entreprise Vice-présidente de Grand Calais Terres et Mers Réélue pour le mandat 2020-2026, |

## Équipements et services publics

### Justice, sécurité, secours et défense
La commune dépend du tribunal de proximité de Calais, du conseil de prud'hommes de Calais, du tribunal judiciaire de Boulogne-sur-Mer, de la cour d'appel de Douai, du tribunal de commerce de Boulogne-sur-Mer, du tribunal administratif de Lille, de la cour administrative d'appel de Douai et du tribunal pour enfants de Boulogne-sur-Mer.

## Population et société

### Démographie
Les habitants de la commune sont appelés les Attaquois.

#### Évolution démographique
L'évolution du nombre d'habitants est connue à travers les recensements de la population effectués dans la commune depuis 1836. Pour les communes de moins de 10 000 habitants, une enquête de recensement portant sur toute la population est réalisée tous les cinq ans, les populations de référence des années intermédiaires étant quant à elles estimées par interpolation ou extrapolation. Pour la commune, le premier recensement exhaustif entrant dans le cadre du nouveau dispositif a été réalisé en 2006.

En 2022, la commune comptait 2 065 habitants, en évolution de +6,01 % par rapport à 2016 (Pas-de-Calais : −0,72 %, France hors Mayotte : +2,11 %).
| 1836  | 1841  | 1846  | 1851  | 1856  | 1861  | 1866  | 1872  | 1876  |
| ----- | ----- | ----- | ----- | ----- | ----- | ----- | ----- | ----- |
| 1 230 | 1 259 | 1 344 | 1 359 | 1 300 | 1 329 | 1 396 | 1 421 | 1 505 |

| 1881  | 1886  | 1891  | 1896  | 1901  | 1906  | 1911  | 1921  | 1926  |
| ----- | ----- | ----- | ----- | ----- | ----- | ----- | ----- | ----- |
| 1 542 | 1 596 | 1 614 | 1 666 | 1 699 | 1 819 | 1 800 | 1 856 | 1 720 |

| 1931  | 1936  | 1946  | 1954  | 1962  | 1968  | 1975  | 1982  | 1990  |
| ----- | ----- | ----- | ----- | ----- | ----- | ----- | ----- | ----- |
| 1 698 | 1 698 | 1 787 | 1 718 | 1 807 | 1 790 | 1 775 | 1 878 | 1 887 |

| 1999  | 2006  | 2011  | 2016  | 2021  | 2022  | - | - | - |
| ----- | ----- | ----- | ----- | ----- | ----- | - | - | - |
| 1 821 | 1 961 | 1 958 | 1 948 | 2 052 | 2 065 | - | - | - |

#### Pyramide des âges
En 2018, le taux de personnes d'un âge inférieur à 30 ans s'élève à 33,3 %, soit en dessous de la moyenne départementale (36,7 %). À l'inverse, le taux de personnes d'âge supérieur à 60 ans est de 24,6 % la même année, alors qu'il est de 24,9 % au niveau départemental.
En 2018, la commune comptait 983 hommes pour 1 026 femmes, soit un taux de 51,07 % de femmes, légèrement inférieur au taux départemental (51,5 %).
Les pyramides des âges de la commune et du département s'établissent comme suit.
| Hommes | Classe d’âge | Femmes |
| ------ | ------------ | ------ |
| 0,4    | 90 ou +      | 1,0    |
| 5,8    | 75-89 ans    | 8,9    |
| 16,9   | 60-74 ans    | 16,2   |
| 22,9   | 45-59 ans    | 22,2   |
| 20,6   | 30-44 ans    | 18,4   |
| 13,9   | 15-29 ans    | 14,8   |
| 19,5   | 0-14 ans     | 18,6   |

| Hommes | Classe d’âge | Femmes |
| ------ | ------------ | ------ |
| 0,5    | 90 ou +      | 1,6    |
| 5,6    | 75-89 ans    | 8,9    |
| 16,7   | 60-74 ans    | 18,1   |
| 20,2   | 45-59 ans    | 19,2   |
| 18,9   | 30-44 ans    | 18,1   |
| 18,2   | 15-29 ans    | 16,2   |
| 19,9   | 0-14 ans     | 17,9   |

## Économie
La zone industrielle Les Estaches : véritable carrefour culturel et économique du sud du calaisis.

## Culture locale et patrimoine

### Lieux et monuments
- L'église Saint-Pierre-ès-Liens.

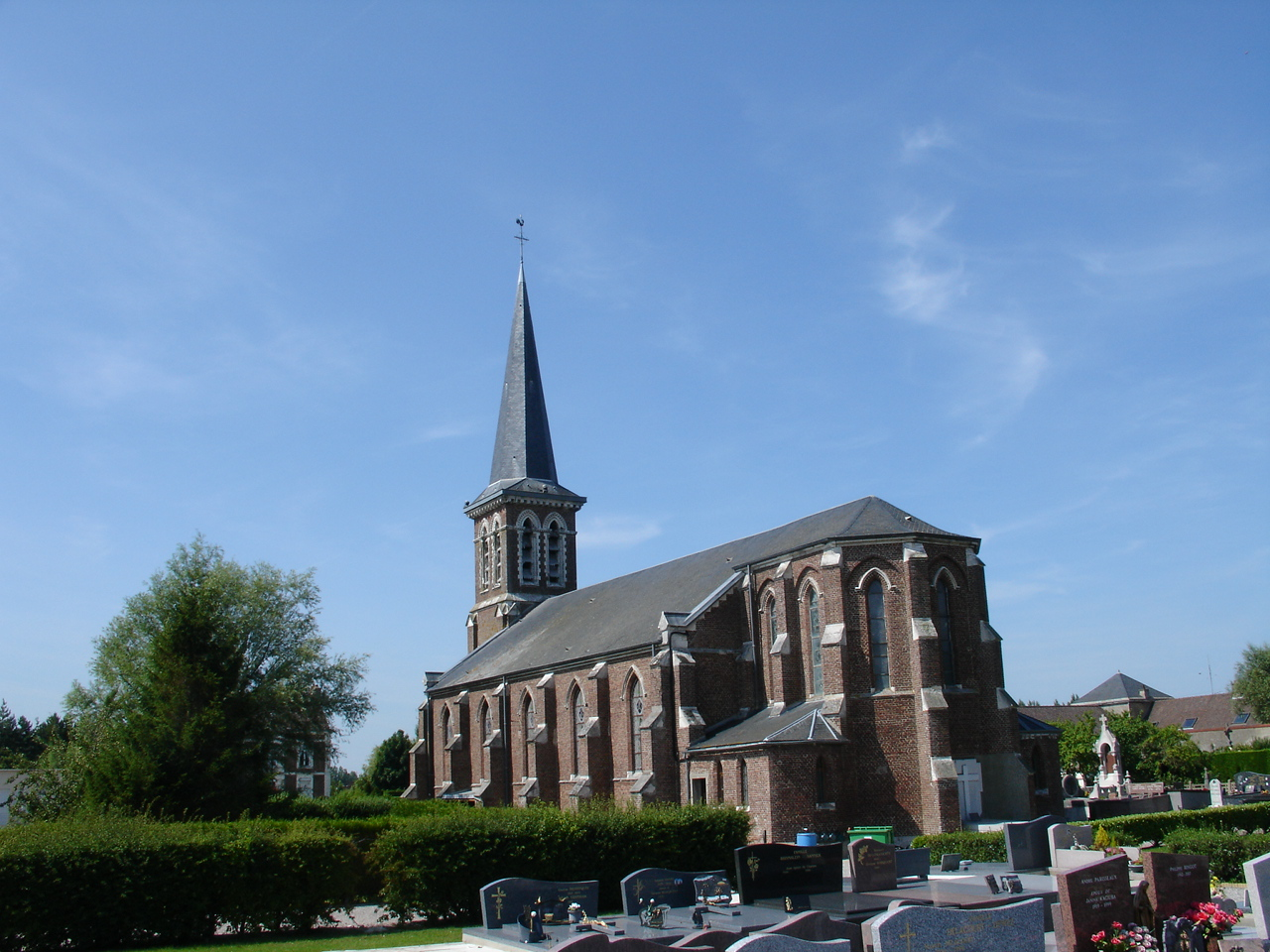
L'église.

- Le pont Sans-Pareil. En 1681, le roi décide d’établir une communication fluviale entre Saint-Omer et Calais plus directe que celle existante par l’Aa, l’Oye et le canal de Marck. En 1747, une inondation causa de nombreux dommages et ravages, particulièrement dans le bas pays privé de voies de communication. Le gouvernement envoya un ingénieur des ponts et chaussées reconnaître les lieux et apporter une solution. Monsieur Barbier eut l’idée remarquable d’élever un pont au point même où les canaux de Saint Omer-Calais, Ardres-Marck se coupent à angle droit. Ouvrage extraordinaire, pont à quatre branches, pont Sans-Pareil, carrefour de l’eau et de la terre, il n’avait qu’une seule voûte en cul-de-four pénétrée par deux cylindres qui forment quatre issues pour le passage d’autant de cours d’eau. Commencé le 10 juin 1749, il fut terminé en 1752[55].
- Le monument aux morts[56].

### Personnalités liées à la commune
- Alfred Delcluze (1857-1923), homme politique, maire de Calais, député du Pas-de-Calais de 1909 à 1914.

### Héraldique
| Blason de Les Attaques | Blason  | De gueules au bateau de pêche (chalutier) d’argent. |
| Blason de Les Attaques | Détails | Blason suggéré par les Archives du Pas-de-Calais en 1996, il rappellerait le don qui fut fait par le comte de Flandre, Philippe d'Alsace, d'un bateau de pêche aux religieux de l'abbaye de La Capelle, fondée au XIe siècle et détruite en 1347 par les Anglais. Le champ de gueules est celui des armes dudit comte. Adopté par la municipalité. |

## Pour approfondir